# Вікторас Мунтянас
Вікторас Мунтянас  (лит. Viktoras Muntianas; нар. 11 листопада 1951, Маріямполе — литовський політичний діяч. Інженер.

## Життєпис
1957—1968 — навчався у 3-й середній школі Марямполя.
1973—1978 — навчався у Вільнюському інженерно-будівельному інституті (тепер — Вільнюський технічний університет імені Гедімінаса на спеціальність — інженер-будівник.
Працював молодшим науковим співробітником у Науково-дослідницькому інституті будівництва та архітектури (1978—1979), потім майстром, прорабом, начальником будівництва, головним інженером Каунаського будівельного комбінату (1979—1985).
1986—1990 — заступник голови виконкому у Кедайняйського району, у 1990—1993 — керівник Кедайняйського району.
1994—1996 — керівник кедайняйського філіалу банку «Ūkio bankas», потім до 1997 — віце-президент концерну «Vikonda».
1997—2004 — член ради самоуправління Кедайняйського району і мер самоуправління. Від 2003 — член Партії праці Литви (лит. Darbo Partija), заступник голови партії.
На парламентських виборах 2004 обраний членом Сейму Литовської республіки. У Сеймі став заступником голови Сейму, членом Комітету бюджету та фінансів, Антикорупційної комісії.
13 квітня 2006 — обраний головою Сейму Литовської Республіки.
1 квітня 2008 пішов у відставку з посади голови Сейму через підозру надання хабаря.
Одружений (дружина — власниця овочівницького підприємства), має 3 дітей. Володіє англійською мовою.